# توت لباني
توت لباني (الاسم العلمي:Morus liboensis ) هي نوع نباتي يتبع جنس التوت من الفصيلة التوتية.  